# Totoya

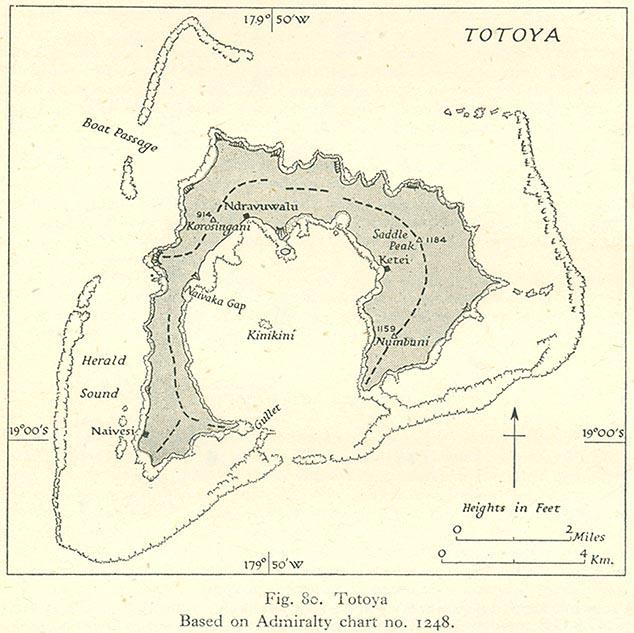
Karta över Totoya

Totoya är en vulkanö i ögruppen Moalaöarna, som är en undergrupp till Lauöarna, i Fiji. Den täcker en yta om 28 kvadratkilometer, vilket gör det till den minsta av öarna i Moalaögruppen. Dess maxhöjd är 366 meter och dess huvudsakliga ekonomiska aktivitet är kokosnötodling.